# Drang nach Osten
Drang nach Osten (niem. „parcie na wschód”) – pojęcie historyczne określające migracje ludności niemieckiej i zgermanizowanej językowo na tereny słowiańskie i nadbałtyckie oraz integracja państw składających się z ludności pochodzenia słowiańskiego z państwami niemieckimi i przyswajanie przez nie języka niemieckiego, stosowane w odniesieniu do czasów średniowiecznych, przełomu XIX i XX wieku oraz w kontekście polityki nazistowskiej w XX wieku. Współcześnie pojęcie to nabrało szerszego kontekstu, odnosząc się również do polonizacji Ukraińców/Białorusinów oraz rusyfikacji rdzennych narodów Syberii.

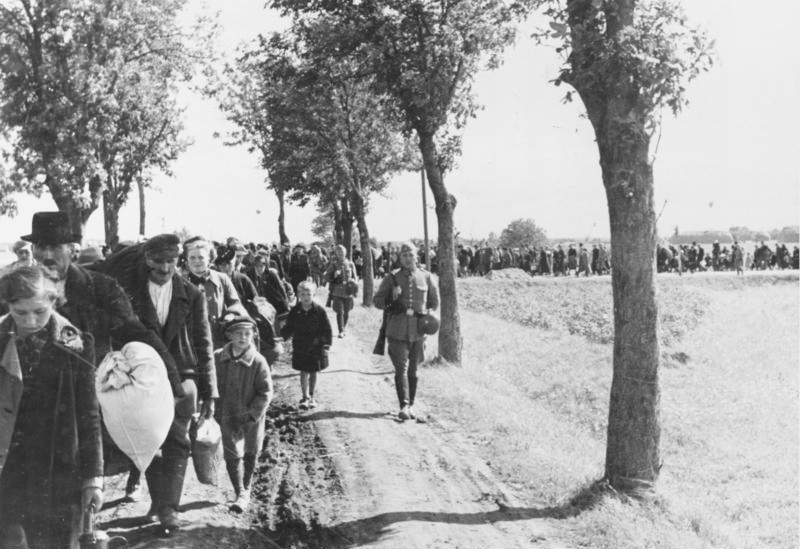
Wysiedlenie Polaków z Wielkopolski w 1939 roku.

Termin powstał po traktacie wersalskim, kiedy to niemieckie środowiska nacjonalistyczne zaczęły stosować termin Drang nach Westen w odniesieniu do polskich nabytków terytorialnych względem ziem dawnego Cesarstwa Niemieckiego (gł. Górny Śląsk, Pomorze Gdańskie i Wielkopolska).
Koncepcja Drang nach Osten była rdzeniem ideologii nazistowskiej. W Mein Kampf Adolf Hitler deklarował, że pomysł jest niezbędnym elementem jego planów reorganizacyjnych dla Europy. Stwierdził: „To na wschód, tylko i zawsze na wschód, żyły naszej rasy muszą się rozszerzać. Jest to kierunek, który sama natura ustanowiła dla ekspansji ludów niemieckich”.

## Kontekst historyczny
do 700
     700–1099
     1100–1199
     1200–1250
     1251–1300
     1301–1400

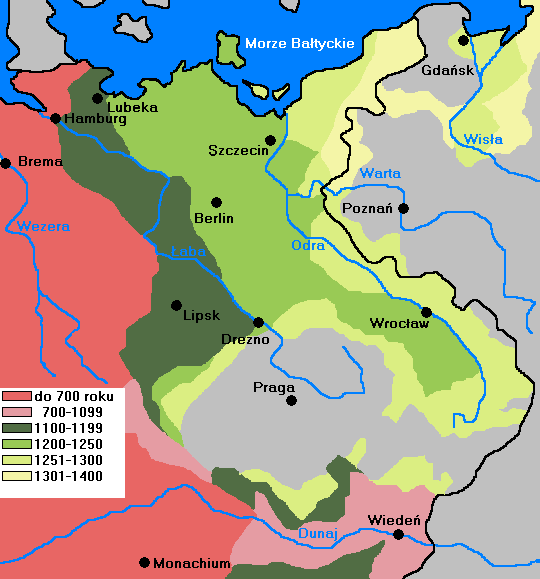
Osadnictwo niemieckie na ziemiach wschodnich w latach 700–1400: Połabie, Pomorze, Ziemia lubuska, Śląsk, Prusy i Austria
----
do 700
700–1099
1100–1199
1200–1250
1251–1300
1301–1400

Na przełomie mileniów państewka Słowian połabskich stały się częścią niejednorodnego tworu politycznego zwanego Świętym Cesarstwem Rzymskim, co przyspieszyła latynizację i germanizację językową. W XIII wieku książęta polscy sprowadzili osadników z Niemiec i terenów Połabian w celu poprawienia demografii i ilości siły roboczej w kraju. Jednocześnie Państwo zakonu krzyżackiego sprowadziło osadników niemieckich na tereny Pomezanii. Koloniści niemieccy osiedlali się również w innych krajach. Czechy, Dolny Śląsk oraz Pomorze Zachodnie stały się częścią Świętego Cesarstwa Rzymskiego. Z czasem rdzenna ludność w trakcie dalszej integracji przyswajała język niemiecki[niewiarygodne źródło?].

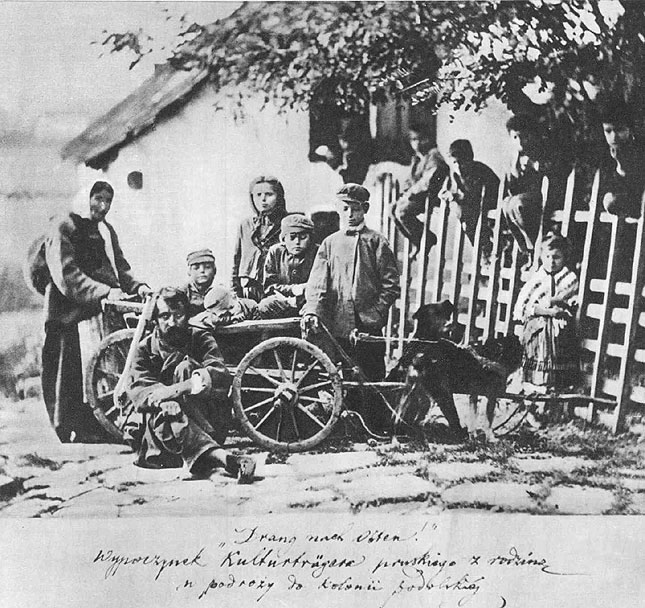
Koloniści niemieccy w okolicach Kamieńca Podolskiego, II połowa XIX wieku

W 1914 roku na terenie Połabia, Dolnego Śląska czy Prus Wschodnich wciąż dominowała ludność pochodzenia słowiańskiego i bałtyjskiego.

## Lebensraum
Adolf Hitler, dyktator nazistowskich Niemiec w latach 1933–1945, wezwał do nabycia terytorium dla niemieckich kolonistów kosztem narodów Europy Środkowej i Wschodniej (Lebensraum – „przestrzeń życiowa”).

## Drang nach Osten w propagandzie PRL
W czasach Polskiej Rzeczypospolitej Ludowej, komunistyczna machina propagandowa wykorzystywała określenie Drang nach Osten jako element działań antyniemieckich, uznając Królestwo Prus za sukcesora I Rzeszy, zaś akcję za politycznie zaplanowaną i rozłożoną na wieki. W 1947 wydano album „Polska: Ziemie Odzyskane”, zaś w 1948 roku we Wrocławiu zorganizowano wystawę, w której przedstawiono na plakatach tezę o Drang nach Osten i repolonizacji terenów. Stanowiła ona jedną z największych propagandowych wystaw z czasów Polski Ludowej. Podobne treści pojawiały się też podczas akcji „3x Tak!”. Historycznie, w trakcie startu procesu nie istniało już jedno państwo niemieckie, zaś zamieszkiwane przez (w większości ludność niemieckojęzyczną, ale jednocześnie pochodzenia nie-niemieckiego) Królestwo Prus dokonywało po XVI wieku ekspansji terytorialnej na południe i zachód, nie zaś na wschód.